# Bafouck
Bafouck ou Bafouk est un village de la commune de Ngaoui situé dans la région de l'Adamaoua et le département du Mbéré au Cameroun, à proximité de la frontière avec la République centrafricaine.

## Population
En 1967, Bafouck comptait 96 habitants, principalement Gbaya.
Lors du recensement de 2005, 1 411 personnes y ont été dénombrées.